# Naturschutzgebiet Usungeren

Karte der Seen um die Stadt Burgas

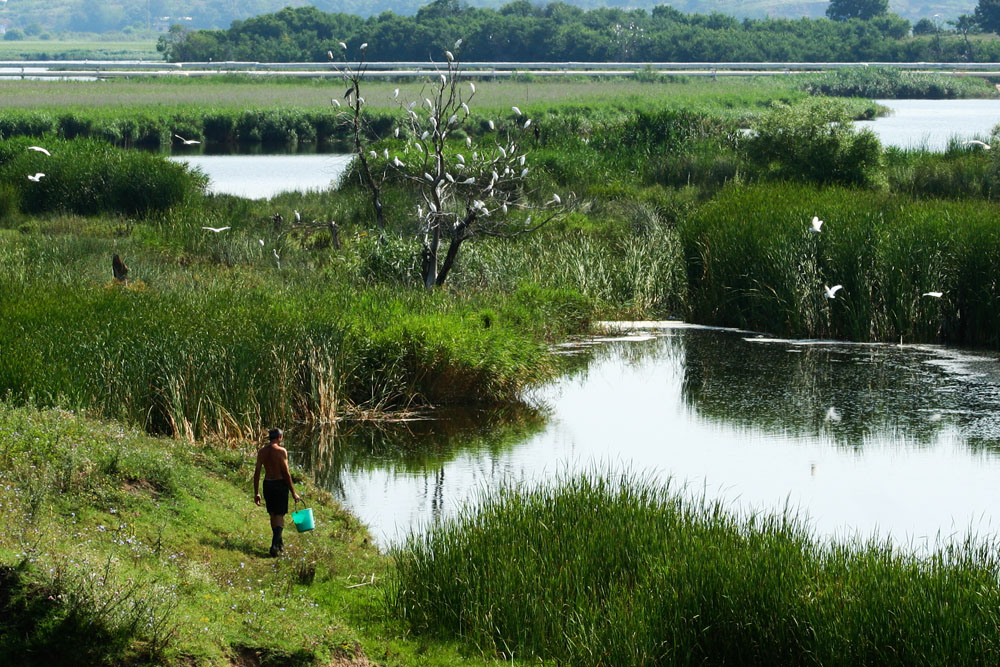
Teil des Naturschutzgebietes Usungeren

Das Naturschutzgebiet Usungeren (auch Uzungeren, oder Uzun Geren; bulgarisch Узунгерен) ist ein bulgarisches Naturschutzgebiet südlich des Stadtkerns von Burgas. Es ist Teil der Feuchtgebiete Burgas (englisch: Burgas Wetlands). Es liegt zwischen den Stadtvierteln Meden Rudnik und Kraimorie und dem Gemeindedorf Twardiza. Einige Historiker vermuten in diesem Areal einen mittelalterlichen Hafen und die Festung Poros.

## Beschreibung
Das Naturschutzgebiet Usungeren ist eines der wenigen unter Schutz stehenden Gebiete in Bulgarien, die gleichzeitig ein Areal von Land und Meer einschließen. Es befindet sich im östlichsten Teil des Mandra-Sees, in der gleichnamigen Usungeren-Bucht. Der ländliche Teil, in dem die Gras-Vegetation (Marschgebiet) dominiert, schließt Gebiete des Burgasser Stadtviertels Kraimorie und des Gemeindedorfes Twardiza ein. Im Westen grenzt das Naturschutzgebiet an den seit 1962 gestauten Großteil des Mandra-Sees, im Süden an das Strandscha-Gebirge, im Osten und Norden an das Naturschutzgebiet Poda. 
Das Naturschutzgebiet nimmt eine Fläche von insgesamt 211,10 ha ein und wurde 2005 unter Schutz gestellt. Da dieses östliche Gebiet des Mandra-Sees über eine direkte Verbindung mit dem Schwarzen Meer verfügt und seit der Errichtung des Dammes von seinem Großteil getrennt ist, wird es des Öfteren auch als eigenständiger See gesehen. Nach dem Bau des Staudammes änderte sich der Wassergehalt in Usungeren, so dass heute der Salzwassergehalt sehr hoch ist.